# Eriocrania alpinella
Eriocrania alpinella är en fjärilsart som beskrevs av Karl Burmann 1958. Eriocrania alpinella ingår i släktet Eriocrania och familjen purpurmalar. Inga underarter finns listade i Catalogue of Life.

## Bildgalleri

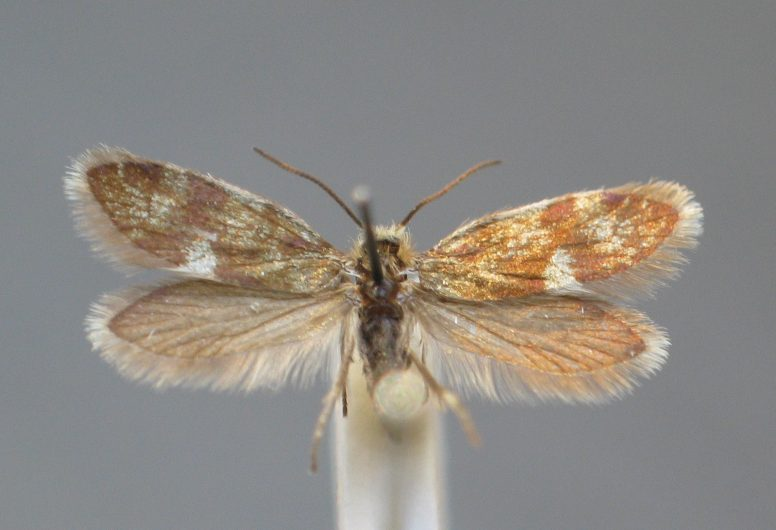